# Marquesado de Acha
El marquesado de Acha es un título nobiliario español creado el 22 de enero de 1904 por el rey Alfonso XIII en favor de Alberto de Acha y Otáñez, por hacer memoria de los méritos de su padre Juan Nicolás de Acha y Cerragería, fundador del Instituto Oftálmico (que posteriormente donó al Estado).

## Marqueses de Acha
|                           | Titular                               | Periodo                   |
| Creación por Alfonso XIII | Creación por Alfonso XIII             | Creación por Alfonso XIII |
| ------------------------- | ------------------------------------- | ------------------------- |
| I                         | Alberto de Acha e Otáñez              | 1904-1948                 |
| II                        | Eduardo de Acha y Sánchez-Arjona      | 1952-1982                 |
| III                       | José Luis de Acha y Sánchez-Arjona    | 1983-1989                 |
| IV                        | José Luis de Acha y Rivero de Aguilar | 1990-presente             |

## Historia de los marqueses de Acha
La lista de los marqueses de Acha es la que sigue:
- Alberto de Acha y Otáñez (m. 1948), I marqués de Acha,[1] gentilhombre de cámara con ejercicio del rey Alfonso XIII y caballero de la Orden de Calatrava.

Se casó con María de la Soledad Urioste y Mesa. Residieron en la calle Tudescos, 1, de Madrid.  Sin descendientes. Le sucedió su sobrino, hijo de Manuela Sánchez Arjona de Velasco y Eduardo de Acha y Otañes:
- Eduardo de Acha y Sánchez-Arjona (1915-1982), II marqués de Acha [1] desde 1952, General de División del servicio de Estado Mayor y Secretario de la Junta de Jefes de E. M. Sin descendientes. El 2 de marzo de 1983 le sucedió su hermano:[1]

- José Luis de Acha y Sánchez-Arjona (1920-1989), III marqués de Acha[1] y caballero del Real Cuerpo de la Nobleza de Madrid.

En 1962 se casó con Lourdes Rivero de Aguilar y Portela. En 12 de junio de 1990 le sucedió su hijo:
- José Luis de Acha y Rivero de Aguilar (n. en 1963), IV marqués de Acha[1][4] y caballero de honor y devoción de la Orden de Malta.

En 1990 se casó con Paloma Esteve García.